# Sundsbrotjärnen
Sundsbrotjärnen är en sjö i Skellefteå kommun i Västerbotten och ingår i Kågeälvens huvudavrinningsområde.